# Мерсье, Анник
Анни́к Мерсье́ (фр. Annick Mercier; род. 15 июня 1964, Салланш) — французская кёрлингистка.
В составе женской сборной Франции участница пяти чемпионатов мира (лучшее занятое место — шестое) и семи чемпионатов Европы (лучшее занятое место — четвёртое). Также участница демонстрационных турниров по кёрлингу на Зимних Олимпийских играх 1988 и 1992 (женская сборная Франции заняла соответственно восьмое и седьмое место). Шестикратная чемпионка Франции среди женщин.
Играла в основном на позициях третьего и четвёртого. Была скипом команды.

## Достижения
- Чемпионат Франции по кёрлингу среди женщин: золото (1990, 1991, 1992, 1994, 1995, 1996)[3].

## Команды
| Сезон   | Четвёртый       | Третий         | Второй           | Первый           | Запасной                                              | Турниры                                     |
| ------- | --------------- | -------------- | ---------------- | ---------------- | ----------------------------------------------------- | ------------------------------------------- |
| 1986—87 | Андре Дюпон-Рок | Аньес Мерсье   | Катрин Лефевр    | Анник Мерсье     |                                                       | ЧЕ 1986 (5 место)                           |
| 1986—87 | Анник Мерсье    | Аньес Мерсье   | Андре Дюпон-Рок  | Катрин Лефевр    |                                                       | ЧМ 1987 (8 место)                           |
| 1987—88 | Аньес Мерсье    | Анник Мерсье   | Андре Дюпон-Рок  | Катрин Лефевр    |                                                       | ЧЕ 1987 (4 место)                           |
| 1987—88 | Анник Мерсье    | Аньес Мерсье   | Андре Дюпон-Рок  | Катрин Лефевр    |                                                       | ЗОИ 1988 (демо) (8 место) ЧМ 1988 (8 место) |
| 1988—89 | Аньес Мерсье    | Анник Мерсье   | Андре Дюпон-Рок  | Катрин Лефевр    |                                                       | ЧЕ 1988 (10 место)                          |
| 1988—89 | Аньес Мерсье    | Катрин Лефевр  | Анник Мерсье     | Андре Дюпон-Рок  |                                                       | ЧМ 1989 (6 место)                           |
| 1989—90 | Брижит Лами     | Полетт Сюльпис | Жослин Ланри     | Гилен Фратуселло | Анник Мерсье                                          | ЧМ 1990 (9 место)                           |
| 1990—91 | Анник Мерсье    | Катрин Лефевр  | Брижит Лами      | Клэр Ньятель     | Брижит Коллар                                         | ЧМ 1991 (8 место)                           |
| 1991—92 | Анник Мерсье    | Брижит Лами    | Клэр Ньятель     | Брижит Коллар    | Жеральдин Жиро                                        | ЧЕ 1991 (7 место)                           |
| 1991—92 | Анник Мерсье    | Брижит Лами    | Жеральдин Жиро   | Клэр Ньятель     | Брижит Коллар                                         | ЗОИ 1992 (демо) (7 место)                   |
| 1992—93 | Анник Мерсье    | Катрин Лефевр  | Жеральдин Жиро   | Клэр Ньятель     |                                                       | ЧЕ 1992 (10 место)                          |
| 1993—94 | Анник Мерсье    | Катрин Лефевр  | Mireille Mercier | Veronique Gannaz | Фабьен Моран                                          | ЧЕ 1993 (9 место)                           |
| 1995—96 | Анник Мерсье    | Катрин Лефевр  | Mireille Mercier | Фабьен Моран     | Nadia Bénier тренеры: Heidi Schlapbach, Патрик Филипп | ЧЕ 1995 (13 место)                          |

(скипы выделены полужирным шрифтом)

## Частная жизнь
Из семьи кёрлингистов: её мать Аньес Мерсье — многократная чемпионка Франции, вместе с Анник участвовала в кёрлинг-турнире на Зимних Олимпийских играх 1988, многократно выступала на чемпионатах мира и Европы; брат Анник — Тьерри Мерсье, многократный чемпион Франции, участник кёрлинг-турнира на Зимних Олимпийских играх 1992, чемпионатов мира и Европы.